# Espulsione degli asiatici dall'Uganda
L'espulsione degli asiatici dall'Uganda (o esodo indiano dall'Uganda) è stata una migrazione forzata dall'Uganda delle minoranze sud-asiatiche, in gran parte indiane, stabilita nell'agosto del 1972 dal presidente e dittatore Idi Amin Dada.

## Storia
All'inizio di agosto del 1972, il presidente e dittatore Idi Amin Dada ordinò l'espulsione dall'Uganda delle minoranze etniche originarie dell'Asia meridionale, concedendo loro 90 giorni per lasciare il paese, e dando la possibilità di portare con sé soltanto quello che ognuno riusciva a trasportare. L'espulsione ebbe luogo in un contesto di "indofobia" in Uganda, nel quale Amin accusava una parte della popolazione asiatica di slealtà, di non integrazione e di praticare illeciti commerciali, affermazioni che i leader indiani contestarono. Amin difese l'espulsione sostenendo che stava restituendo l'Uganda agli ugandesi.
Al momento dell'espulsione, vivevano in Uganda circa 80.000 persone di origine sud-asiatica (in gran parte indiani del Gujarat), discendenti di persone emigrate durante il periodo coloniale britannico (fine del XIX secolo) e appartenenti quindi alla terza generazione, nata e cresciuta in Uganda, che in gran parte lavoravano come piccoli commercianti o imprenditori. Di essi 23.000 avevano ottenuto la cittadinanza ugandese; sebbene questi ultimi siano poi in seguito stati esentati dall'espulsione, molti di loro scelsero comunque di lasciare volontariamente il Paese.
Molti espulsi erano cittadini britannici e pertanto 27.200 asiatici emigrarono verso il Regno Unito. Degli altri rifugiati di cui è stata tenuta traccia, 6.000 sono andati in Canada, 4.500 si sono rifugiati in India e 2.500 sono andati nel vicino Kenya. In totale, circa 5.655 aziende, allevamenti, fattorie e tenute agricole appartenenti agli asiatici furono riassegnati a ugandesi, insieme ad automobili, case e altri beni.